# Família Sarones
Sarones (em grego: Σαρωνής; romaniz.: Sarōnḗs; em armênio: Սահարունի; romaniz.: Saharuni) foi uma família principesca armênia (nacarar). Governavam o gavar (cantão) de Saarúnia, situado na província de Airarate, na fronteira com Siracena, que era centrado na cidade de Merém. A Lista de Trono (Գահնամակ, gahnamak) os menciona em 25.ª posição entre as casas nobres. A Lista Militar (Զորնամակ, Zōrnamak), o documento que indica a quantidade de cavaleiros que cada uma das famílias nobres devia ceder ao exército real em caso de convocação, afirma que deviam arregimentar 300 cavaleiros.

## Membros conhecidos
- Bátis — século IV;[5]
- Fausto, o Bizantino — século V;[1]
- Cajaje — século V;[1]
- Carano — século V;[1]
- Vasaces — século V;[6]
- Davi — século VII;[2]